# Delta (Macedonia Centrale)
Delta (in greco Δέλτα?) è un comune della Grecia situato nella periferia della Macedonia Centrale (unità periferica di Salonicco) con 40.206 abitanti secondo i dati del censimento 2001.
A seguito della riforma amministrativa detta Programma Callicrate in vigore dal gennaio 2011 che ha abolito le prefetture e accorpato numerosi comuni.